# المساعدة الإنمائية الرسمية

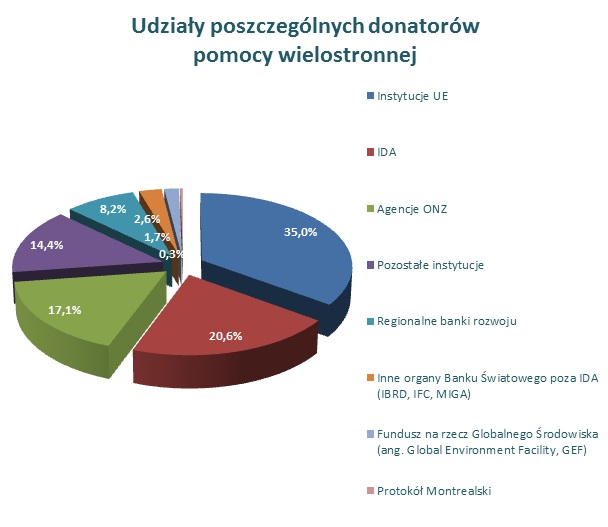

المساعدة الإنمائية الرسمية (بالإنجليزية: Official development assistance ODA)‏ هو مصطلح ابتدعه لجنة المساعدة الإنمائية (DAC) التابعة لمنظمة التعاون الاقتصادي والتنمية (OECD) لقياس المساعدات. لجنة المساعدة الإنمائية أول من استخدم مصطلح في عام 1969. ويستخدم على نطاق واسع كمؤشر على تدفق المساعدات الدولية. وهو يتضمن بعض القروض.

## مجالات المشاكل والبدائل

### مجالات المشاكل
عُرفت المساعدة الإنمائية الرسمية على نطاق واسع كفئة مساعدة عشوائية واعتباطية إلى حد ما، وقد عرّفها أعضاء لجنة المساعدة الإنمائية بعد جهد وبحلول توفيقية غريبة. يظهر التعسف في تحديد المعدلات المؤهلة لتيسير القرض ومعدلات الخصم المطبقة. (اختلفت المعدلات باختلاف أنماط المستلمين بحلول عام 2021، على الرغم من أنها حُددت في الماضي عند 25% و10% على التوالي، وبالإمكان حتى الآن اعتبارها تعسفية في بعض النواحي).
يتسبب المعيار القائل بأن المساعدة الإنمائية الرسمية يجب أن تخدم في المقام الأول «التنمية الاقتصادية والرفاهية» بعدم الرضا، إذ يُنظر إليهما غالبًا على أنهما أولويتان مختلفتان، وتختلف الآراء حول الإجراءات الفعالة في القيادة نحو التنمية. يهتم بعض أصحاب المصلحة بشكل خاص مثلًا، بالتقدم المحرز نحو التقارب الاقتصادي للدول الغنية والفقيرة، ولهذا الغرض، يمكن أن يبدو إدراج المساعدات الإنسانية ضمن المساعدة الإنمائية الرسمية تدخلًا.
ينظر إلى المساعدة الإنمائية الرسمية كمقياس لمساهمة البلدان المانحة في جهد مشترك أو لمقاصد إيثارية، لأنها تشمل النفقات التي قد تفيد في الغالب الدولة المانحة، أو التي تضمنتها الالتزامات القانونية الدولية لذلك البلد بالأصل. تشمل هذه الأنواع من الإنفاق المعونة المشروطة، والتكاليف الإدارية، والتكاليف المحسوبة للتعليم للطلاب الأجانب في الدولة المانحة، ومعيشة اللاجئين داخل الدول المانحة، وبرامج «التوعية التنموية» في الدول المانحة.
يعد احتساب القروض في المساعدة الإنمائية الرسمية مسألة إشكالية. احتُسبت مدفوعات القروض بالكامل كمساعدات في السنة التي قُدمت فيها، وذلك حتى عام 2018، وكانت المدفوعات معونة سلبية في العام الذي أُعيدت فيه. اعتبر بعض أعضاء لجنة المساعدة الإنمائية أن هذه الطريقة «لا تعكس الجهود الفعلية التي تبذلها الدول المانحة» (ربما بشكل خاص عند النظر إلى سنة فردية).
قررت لجنة المساعدة الإنمائية في عام 2014 تسجيل «معادل المنحة» للقروض كمساعدة إنمائية رسمية في العام الذي اتُفق فيه على القرض. يتضمن ذلك تقديرًا معقدًا: فقد استغرق الانتهاء من المنهجية الدقيقة أعوامًا، ولم يُنفذ حتى عام 2019، ولم تتفق لجنة المساعدة الإنمائية قبل ذلك بشأن كيفية التعامل مع تخفيف عبء الديون.
تعرض هذا الاتفاق عندما أبصر النور في عام 2020 للانتقاد، كونه ينتج وضعًا يترتب عليه قروض غير موثوقة، والتي سيُتخلّف عن سدادها لاحقًا، وقد تعود بالضرر على المساعدة الإنمائية الرسمية كهبة بفوائد كاملة، تكلفتها أقل للمانح إذا سُددت المبالغ المستحقة.

### البدائل
تنسق منظمة التعاون الاقتصادي والتنمية نظامًا بديلًا جديدًا نسبيًا- إجمالي الدعم الرسمي للتنمية المستدامة- الذي يحاول مراقبة أوسع نطاق للتمويل لدعم التنمية المستدامة للبلدان النامية.
يصنف مؤشر الالتزام بالتنمية- مقياس بديل- أكبر المانحين في مجموعة واسعة من سياساتهم «الصديقة للتنمية»، بما في ذلك: جودة المساعدة (من خلال منح البلدان نقاط أقل للمعونة المشروطة مثلًا)، والنظر في سياسات الدولة بشأن قضايا مثل التجارة والهجرة والأمن الدولي.